# Lothar Zechlin

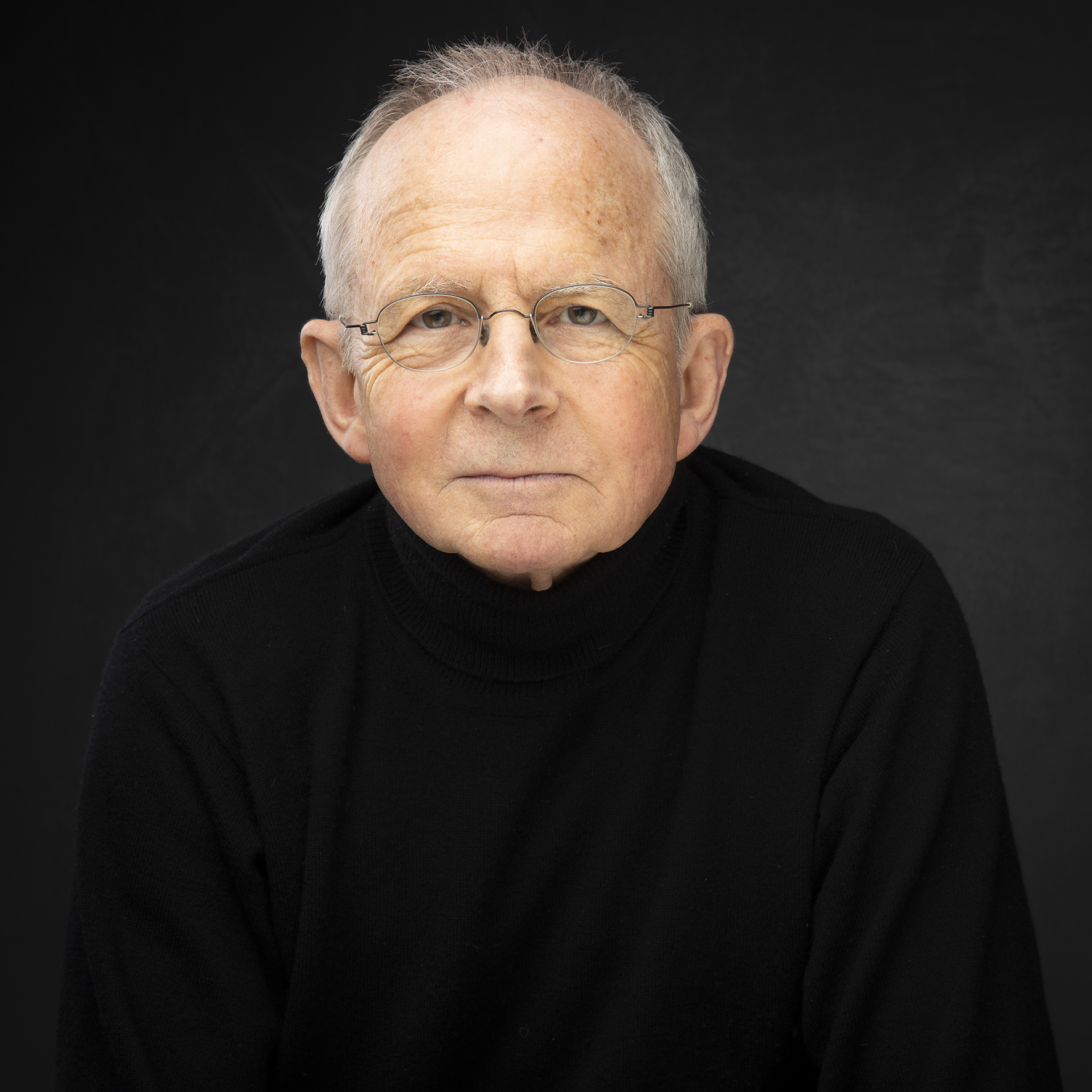
Lothar Zechlin, 2019

Lothar Zechlin (* 4. Mai 1944 in Plön) ist ein deutscher emeritierter Hochschullehrer für Öffentliches Recht und Hochschulmanager.

## Leben
Nach einem altsprachlichen Abitur 1963 in Wiesbaden studierte er Rechtswissenschaft in Marburg, München und Bonn und legte 1967 das Erste und 1971 das Zweite Staatsexamen ab. Zwischenzeitlich schloss er 1968 ein Postgraduiertenstudium an der Universität Nancy mit dem Erwerb des Diplôme d’Etudes Supérieures ab und promovierte mit einem rechtsvergleichenden wirtschaftsrechtlichen Thema an der Universität Bonn. Lothar Zechlin ist ein Neffe des Historikers Egmont Zechlin und der Werkpädagogin Ruth Zechlin und Urenkel des altmärkischen Heimatforschers Theodor Zechlin.
Beruflich war er zunächst als Wissenschaftlicher Mitarbeiter an der Universität Hamburg sowie zwei Jahre lang als Pressesprecher des Hamburger Wissenschaftssenators Hansjörg Sinn tätig, bevor er 1980 auf eine Professur für Öffentliches Recht an die Hamburger Hochschule für Wirtschaft und Politik (HWP) berufen wurde. Dort wurde er 1991 in das Amt des Präsidenten gewählt und 1997 wiedergewählt. In dieser Zeit entwickelte sich die HWP in einen Profilbildungsprozess von einer Hochschule des 2. Bildungsweges zu einer Hochschule für Berufserfahrene. Von 1999 bis 2003 war er Rektor der Universität Graz und ab 2000 Vizepräsident der Österreichischen Rektorenkonferenz für „Planung und Organisation“. Nach seiner Wiederwahl zum Rektor verzichtete er infolge von Meinungsverschiedenheiten mit dem Universitätsrat, einem im Zuge der Universitätsreform 2002 neu eingerichteten Universitätsorgan, auf eine zweite Amtszeit und wechselte im Herbst 2003 als Gründungsrektor an die Universität Duisburg-Essen. Bis April 2008 managte er die Fusion der beiden Gesamthochschulen Duisburg und Essen zu einer Universität. Anschließend war er als Professor für Öffentliches Recht im Institut für Politikwissenschaft in Duisburg (bis 2014) sowie als Gastprofessor an den Universitäten Witten-Herdecke und Teheran (Iran) tätig.
Zechlin leitete bis 2015 das Steering Committee des Institutional Evaluation Program der European University Association (EUA). Von 2008 bis 2022 war er Mitglied und stellvertretender Vorsitzender des Hochschulrates der Justus-Liebig-Universität Gießen. 2012 kandidierte er für das Amt des Präsidenten der Hochschulrektorenkonferenz, unterlag aber in einer Stichwahl.